# Erotomanía
La erotomanía (del griego ἐρωτομανία erōtomanía, de ἔρως, ἔρωτος érōs, érōtos ‘amor sexual’ y -μανία -manía ‘-manía’) o el síndrome de Clérambault es un trastorno mental inusual que figura en la quinta edición del Manual diagnóstico y estadístico de los trastornos mentales (DSM-5) como un subtipo de trastorno delirante. Se trata de una condición paranoide relativamente poco común que se caracteriza por los delirios de una persona de que otra persona se encuentra enamorada de ella.
Este trastorno se observa con mayor frecuencia, aunque no exclusivamente, en mujeres que son tímidas, dependientes y sin experiencia sexual. El objeto es típicamente un hombre que es inalcanzable debido a su alto estatus social o financiero o matrimonio o desinterés. El objeto de la obsesión también puede ser imaginario, estar fallecido o ser alguien que el paciente nunca ha conocido.
El erotómano está convencido de que en secreto es objeto del deseo de alguien, pero lo hace a través de una construcción intelectual delirante que apoya su convicción inicial, gestos con un significado secreto que solo él conoce, mensajes codificados difundidos en los medios de comunicación que solo él puede descifrar, o simples miradas que solo él entiende. Generalmente el erotómano devuelve el afecto que supone hacia su «admirador» escribiéndole, llamándolo y dándole regalos. Incluso cuando sus avances son rechazados por su destinatario, el erotómano no puede comprender el rechazo que recibe. Él imagina esta negativa como una estratagema para ocultar su «romance» prohibido al resto del mundo. A partir de ahí, el delirio puede caer en acoso, para luego degenerar en una forma de celos vengativos, o incluso en un crimen pasional.

## Historia

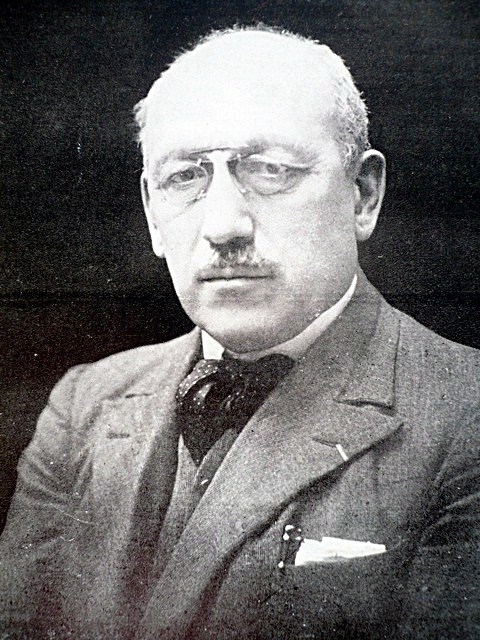
El psiquiatra francés Gaëtan Gatian de Clérambault, de cuyo apellido se tomó la denominación alternativa de la erotomanía.

Se pueden encontrar referencias tempranas a la condición en los trabajos de Hipócrates, el psicoanalista austríaco Sigmund Freud (1911), el psiquiatra francés Gaëtan Gatian de Clérambault (1942), Erasístrato, Plutarco y Galeno. El médico parisino Bartholomy Pardoux (1545-1611) abordó los temas de la ninfomanía y la erotomanía. En 1623 la erotomanía fue mencionada en un tratado de Jacques Ferrand (Maladie d'amour ou Mélancolie érotique) y fue llamada «paranoia erótica» y «delirio erótico autorreferencial» hasta el uso común de los términos erotomanía y síndrome de Clérambault. Este último surge del extenso informe sobre el tema publicado en 1921 por Clérambault con el título Les psychoses passionelles.
En 1971 y 1977 Mary V. Seeman se refirió a la erotomanía como «síndrome del amante fantasma» y «reacción de transferencia psicótica erótica y amor delirante». Emil Kraepelin también escribió sobre la erotomanía y, más recientemente, Winokur, Kendler y Munro han contribuido al conocimiento sobre el trastorno.
Germán Berríos y Noel Christopher Kennedy describieron en «Erotomanía: una historia conceptual» (2002) varios períodos de la historia a través de los cuales la definición de la erotomanía ha cambiado considerablemente: 
- Tiempos clásicos a principios del siglo XVIII: enfermedad general causada por amor no correspondido.
- Principios del siglo XVIII a principios del siglo XIX: práctica del exceso de amor físico (similar a la ninfomanía o a la satiriasis).
- Principios del siglo XIX a principios del siglo XX: el amor no correspondido como una forma de enfermedad mental.
- Principios del siglo XX al presente: creencia delirante de «ser amado por otra persona».

## Etiología
Numerosos autores proponen diferentes teorías sobre las causas y los factores de la erotomanía, ninguna de las cuales parece satisfactoria ni suficiente para lograr la unanimidad, lo que explicaría en parte la dificultad del tratamiento.
La erotomanía se presenta más frecuentemente en mujeres, pero los hombres son más propensos a exhibir comportamientos violentos y de tipo acosador asociados a la misma.

### Comorbilidad y singularidad
La erotomanía no protege frente a otras patologías: se describe un caso de erotomanía que apareció cuatro años después de la rotura de una aneurisma cerebral (arteria basilar) con sangrado subaracnoideo. Puede asociarse a otros trastornos psiquiátricos, como el trastorno bipolar, la esquizofrenia, la demencia o el alcoholismo. Estos casos ponen en tela de juicio la univocidad de la etiología, más aún en los casos de erotomanía secundaria.
En todos los casos se analiza la erotomanía en la singularidad del sujeto y la historia personal del paciente. Algunas investigaciones muestran anormalidades cerebrales que ocurren en pacientes erotomaníacos, como una asimetría del lóbulo temporal elevada y mayores volúmenes de los ventrículos laterales que aquellos en individuos sin trastornos mentales.

### Déficit de adaptación
Los autores se han centrado en la privación emocional durante la infancia, con depresión, soledad, pérdida o separación. Otros sufren una herida narcisista con pérdida de autoestima (sentirse no amado o no digno de ser amado). Finalmente, factores ambientales, psicofisiológicos o farmacológicos podrían ser desencadenantes de la aparición de erotomanía en una persona predispuesta. La influencia de los medios de comunicación (televisión, libros, etc.) jugaría un papel, desarrollándose un «síndrome de Cenicienta» en un príncipe azul.

### Erotomanía y homosexualidad
La evitación de la sexualidad y del cuerpo concreto del otro, propios del amor platónico erotomaníaco, lleva a Sigmund Freud, en su famosa gramática de la paranoia, a dar como etiología una fijación temprana en el «estadio del narcisismo» y redefinir la erotomanía como una de las formas posibles, junto a otras formas de paranoia, de la negación de la homosexualidad. El paciente, al no tener el mecanismo para reprimir su propia homosexualidad, la «rechaza» hacia el otro, de modo que para él la negación del «lo amo», en el sentido homosexual de «amo a mi idéntico», resulta en un doble desplazamiento del objeto y del sujeto. En el caso de la erotomanía masculina, la negación del objeto «no es a él a quien amo» se traduce en «es a ella a quien amo». La negación del sujeto en esta última frase, «es ella a quien amo», se traduce como «es ella quien me ama», que es el postulado.

### Factores desencadenantes de la conducta autocastigadora
La etiología de la erotomanía es el tema de la tesis doctoral De la psychose paranoïaque dans ses rapports avec la personnalité, del exalumno de Clérambault, Jacques Lacan. Esto pone de relieve que el objeto amado platónicamente, desprovisto de un cuerpo concreto, se reduce a su papel de puro significante, es decir, que no sirve para designar a una persona sino solo para desplegar la lógica del delirio. Debido a esta ausencia concreta de su objeto en el mundo, el trastorno puede permanecer en silencio durante años. Solo más tarde, en la búsqueda de liberación de su delirio involutivo, el paciente dirige palabras a su objeto y, por «autocastigo», entra en acción. Es el mismo quien se ve afectado por sus ultrajes y ataques.

## Cuadro clínico

### Forma típica
En esta forma clásica, la erotomanía es un estado pasional que se encuentra con mayor frecuencia en una mujer o en una mujer joven soltera. El objeto del paciente suele ser una persona de un estatus social superior: una persona cuya profesión muestra una cierta solicitud, un profesor, un abogado o un médico, un personaje público visto a menudo, un actor, un artista, un escritor, un político, un presentador de televisión, a veces un sacerdote, incluso el papa o un jefe de Estado.
La enfermedad procede de una convicción en tres fases, que constituyen el delirio:
- Fase de esperanza: la más larga, donde el paciente espera que el ser querido se declare abiertamente. El paciente muestra optimismo. Permanece en esta fase mientras su esperanza no se vea defraudada, lo que puede durar toda la vida, por ejemplo, si el paciente está casado con el objeto de su delirio.
- Fase de decepción: el paciente suele caer en depresión, se aísla; podría volverse agresivo o suicidarse.
- Fase de resentimiento: la agresión se dirige hacia el ser querido y puede conducir al asesinato. Para el paciente, «es natural destruir el objeto de su amor puesto que ya lo ha destruido».

### Atribución
La erotomanía es parte de una temporalidad. El postulado no es solo la convicción de ser amado sino también la de haber sido amado primero antes incluso de haber respondido: para el paciente, incluso cuando está enamorado del otro, es este otro quien inicia la relación romántica. Este punto, no siempre fácil de aclarar, permite hacer un diagnóstico diferencial con la histeria que se manifiesta a través del acoso o de la paranoia que se traduce en ideas de persecución: no todo tema romántico en la paranoia indica erotomanía.

### Amor platónico o la locura del amor casto
La elección como objeto del delirio, en un momento determinado del trastorno, de una persona que goza de un cierto reconocimiento social permite al paciente mantener este objeto a distancia, en una posición donde el amor no se materializa, sino por el contrario donde este amor es mantenido por la imaginación en una forma delirante, incluso silenciosa. Lo primero que el paciente desea es «la insatisfacción sexual». Como en todo «psicótico, es posible una relación amorosa que lo suprima como sujeto [...] pero este amor es también un amor muerto».
Este amor platónico permite al paciente, en su lógica delirante, dar más fuerza a su pretensión de ser amado. La pretensión de ser amado por una persona de alto rango le parecerá, en efecto, tanto menos cuestionable cuanto que el reconocimiento social de que goza esta da más fuerza a su opinión. Al mismo tiempo, las obligaciones corolarias de este reconocimiento social permiten al paciente explicar los obstáculos que la sociedad levanta contra el amor que reivindica.
El amor platónico del paciente erotomaníaco o la «locura del amor casto» no está necesariamente exento de autoerotismo o de sensaciones voluptuosas cercanas a los fenómenos esquizofrénicos. Por el contrario, el autoerotismo o la masturbación es una manera de evitar la sexualidad, lo que lleva a Benjamin Ball a decir, sin duda con la exageración propia de un jefe de departamento enfrentado a los problemas de la promiscuidad, que «la palabra erotomanía es sinónima de masturbación».

## Síntomas

### Postulado de Clérambault
La erotomanía no debe confundirse con el trastorno histriónico de la personalidad. En este último, las ideas amorosas se extienden a todos los objetos que tienen relación con ellas; mientras que en el delirio erotomaníaco estas ideas tienen el carácter de la monomanía, es decir, que están fijadas y determinadas en un solo objeto a la vez. La erotomanía es una de las formas que pueden adoptar los delirios paranoides.  
Tiene las siguientes características: los hechos que contradicen la convicción delirante inicial son reinterpretados en el sentido de esta última inventando tantos hechos explicativos como sean necesarios, por inverosímiles que sean. El paciente interpreta los hechos de manera errónea, por ejemplo, «el presentador de noticias de televisión se volvió a poner la corbata mientras hablaba, es una señal de que me está hablando a mí», pero muy elaborado y lógico. Tampoco hay crítica, es decir, el paciente tiene absoluta certeza en su delirio, está convencido de la verdad de su convicción.  
Esta convicción, de la que el paciente no puede desprenderse, constituye el punto de diagnóstico diferencial, en particular de la histeria y, por su objeto, de otras formas de paranoia. Clérambault lo llama «postulado», subrayando con este término tomado de la lógica el rigor perfecto del razonamiento demostrado por el paciente que sufre de «locura razonadora». Asimismo, el paciente se convence primero de que es el otro «quien lo ama en secreto», que es el otro quien, primero, se le acerca, pero que él no se atreve o no puede declararse o que hace todo lo posible por ocultar su amor. También puede ser que con la evolución el engaño se amplíe y se vuelva más generalizado.
La negación es característica de este trastorno, ya que los pacientes no aceptan el hecho de que su objeto de delusión pueda estar casado, no disponible o desinteresado. El amante fantasma también puede ser imaginario o estar fallecido.

### Formas de erotomanía
La erotomanía tiene dos formas: pura o primaria y mixta o secundaria:

#### Erotomanía primaria
La erotomanía puede ser aislada, sin otros síntomas que el delirio que surge del postulado. Hablamos entonces de erotomanía pura o primaria. En este caso, la ilusión de ser amado surge inmediatamente en un momento de intensa pasión, «amor a primera vista». El delirio es puramente pasional. Se desarrolla sin alucinaciones, excepto quizá al inicio de la enfermedad o dentro del marco interpretativo y fijo del postulado.  
Por esta razón, el cuadro clínico es entonces muy diferente al de una psicosis alucinatoria crónica y se parece, comparativamente, por así decirlo, a una paranoia benigna, o incluso asintomática. La erotomanía primaria puede pasar desapercibida hasta que se manifiesta. Sin embargo, presenta los síntomas del trastorno paranoide de la personalidad tal como la definió su inventor Marcel Montassut, aunque en una forma menor:
- El delirio de interpretación se invierte, es decir, se desarrolla no en dirección de la persecución sino del idealismo;
- las ideas de grandeza no se desarrollan hasta la megalomanía, sino que se limitan a lo que Clérambault llama «orgullo sexual», es decir, la convicción, más o menos elaborada y más o menos argumentada por pseudoteorías sobre el deseo, de ejercer una atracción sexual irresistible;

- el delirio de persecución está en un segundo plano, es decir, se injerta en unos celos delirantes alimentados por rivales o posibles rivales que son solo elementos accesorios en la historia del paciente, ofreciendo así plenamente el lugar al delirio erotomaníaco mismo.

La erotomanía es una enfermedad mental grave con un rasgo de carácter duradero. Sus síntomas pueden persistir durante años, y la mayoría de los casos descritos en la literatura médica son los de toda una vida construida alrededor del delirio, que, en el caso de la erotomanía primaria, continúa sin evolución, pero que la mayoría de las veces, antes de que se inventaran los tratamientos neurolépticos, terminaba en demencia.

#### Erotomanía secundaria
La erotomanía puede estar asociada con otros elementos delirantes durante la psicosis paranoide crónica o incluso la esquizofrenia. En estos casos se trata solo de un tema que alimenta el delirio producido por otra forma de psicosis. Hablamos entonces de erotomanía mixta o secundaria.
En estos casos, la ilusión de ser amado proviene de una construcción intelectual desarrollada durante el curso de la enfermedad en términos más o menos estables. No hay amor a primera vista, y la persona tomada como objeto del delirio a menudo no es elegida durante un encuentro casual sino mediante deducciones delirantes, por ejemplo, cálculos astrológicos o alucinación acústica. El aspecto imaginario domina el delirio. A menudo, varias personas son sucesivamente objeto del delirio. En el caso de la erotomanía secundaria, el paciente rara vez siente erotomanía por la misma persona todo el tiempo. Se observan alucinaciones.
En una muestra de erotómanos procesados por acoso, uno de cada cuatro pacientes presenta erotomanía primaria, el 75 % una erotomanía secundaria. En otro estudio sobre una muestra de 49 casos, la proporción se invierte y la erotomanía secundaria es solo del 19 %.
La erotomanía secundaria se encuentra junto con trastornos mentales como la esquizofrenia paranoide, a menudo incluye delirios de persecución, alucinaciones e ideas de grandiosidad, y tiene un inicio más gradual. Los pacientes con una condición «fija» están más gravemente enfermos con delirios constantes y responden menos al tratamiento. Estas personas suelen ser mujeres tímidas y dependientes que a menudo no tienen experiencia sexual. En aquellos con una afección más leve y recurrente, los delirios son de vida más corta y el trastorno puede existir sin ser detectado por otros durante años. Los comportamientos problemáticos incluyen acciones como llamar, enviar cartas y obsequios, realizar visitas a hogares sin previo aviso y otros comportamientos persistentes de acecho.

## Tratamiento
El pronóstico difiere de persona a persona, y el tratamiento ideal no se entiende completamente. El tratamiento para este trastorno obtiene los mejores resultados cuando se adapta específicamente a cada individuo. Hasta la fecha, los principales tratamientos farmacológicos han sido la pimozida (un antipsicótico típico que también está aprobado para tratar el síndrome de Tourette), y antipsicóticos atípicos como la risperidona y la clozapina.
Los tratamientos no farmacológicos que han mostrado cierto grado de eficacia son la terapia electroconvulsiva (TEC), la psicoterapia de apoyo, la terapia familiar y ambiental, reubicación, la gestión del riesgo y el tratamiento de los trastornos subyacentes en casos de erotomanía secundaria. La TEC puede proporcionar una remisión temporal de creencias delirantes; los antipsicóticos ayudan a atenuar los delirios y reducir la agitación o los comportamientos peligrosos asociados, y los inhibidores selectivos de la recaptación de serotonina pueden usarse para tratar la depresión secundaria.
Existen algunas evidencias de que en el trastorno delirante la pimozida tiene una eficacia superior en comparación con otros antipsicóticos. Las intervenciones psiquiátricas psicosociales pueden mejorar la calidad de vida al permitir cierto funcionamiento social, y el tratamiento de los trastornos comórbidos es una prioridad para la erotomanía secundaria.
La terapia familiar, el ajuste de los factores socioambientales y la sustitución de los delirios por algo positivo pueden ser beneficiosos para todos los casos. En la mayoría de los casos, se debe evitar la confrontación severa. La evaluación estructurada de riesgos ayuda a manejar comportamientos riesgosos en aquellas personas que tienen más probabilidades de participar en acciones que incluyan violencia, acoso y delincuencia. Para casos particularmente problemáticos, los neurolépticos y la separación forzada pueden ser moderadamente efectivos.